# 京都大学大学院工学研究科・工学部

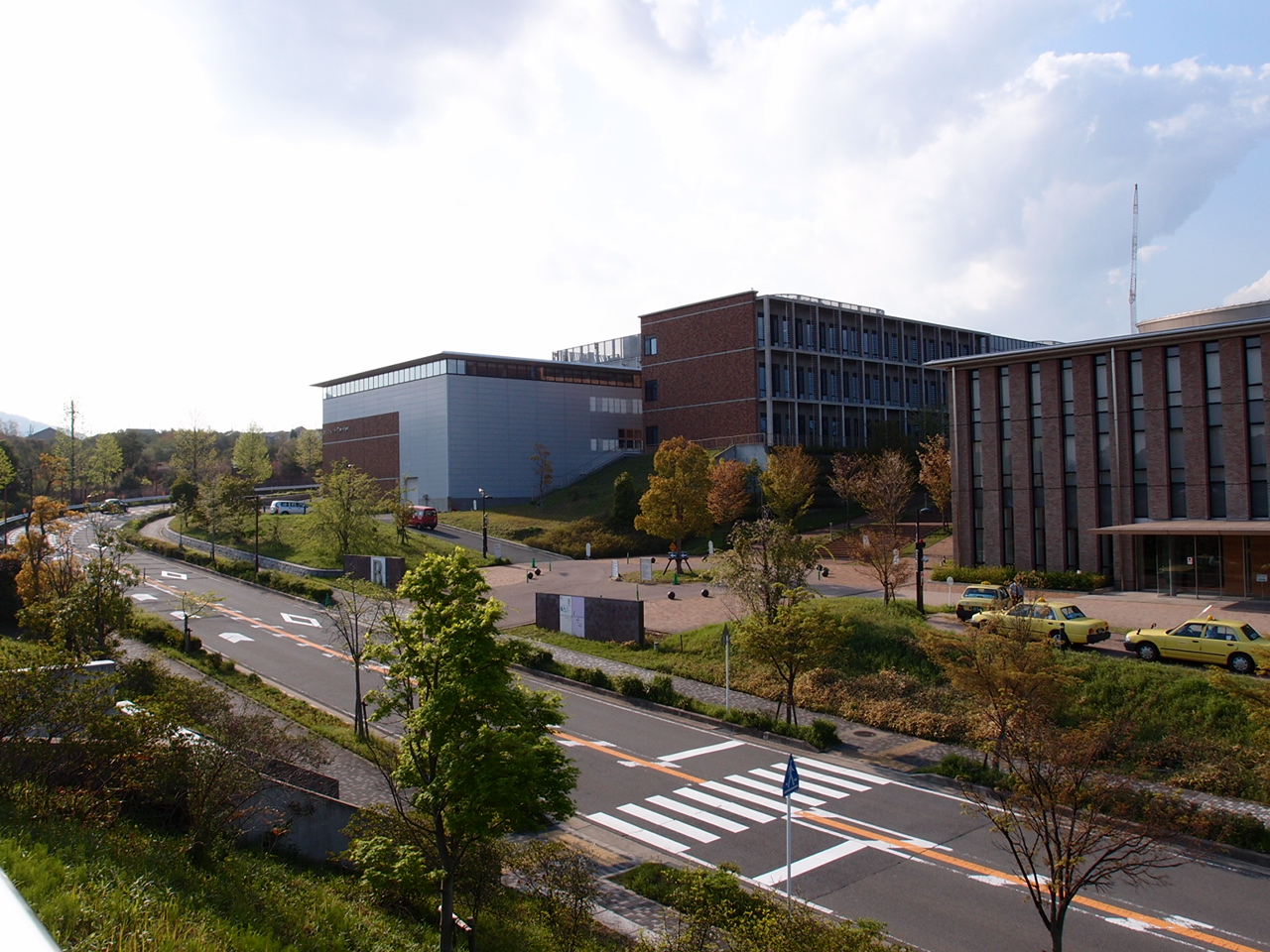
桂キャンパス

京都大学大学院工学研究科（きょうとだいがくだいがくいんこうがくけんきゅうか、英: Graduate School of Engineering, Kyoto University）は、京都大学大学院に設置される研究科の一つである。また、京都大学工学部（きょうとだいがくこうがくぶ、英: Faculty of Engineering, Kyoto University）は、京都大学に設置される学部の一つである。

## 概要
京都帝国大学設立時に最初に設置された分科大学である理工科大学を前身として、1919年の学部制への改組により工学部となった。工学分野のほとんどを網羅した京都大学最大の学部・研究科である。学部は吉田キャンパス（本部構内）、研究科は桂キャンパスに所在するが、附属施設の一部は宇治キャンパスにも所在する。また、附属研究所に属する研究室など、一部の研究室は吉田キャンパス、桂キャンパス、宇治キャンパス以外の拠点にも所在する。

## 沿革

### 略歴

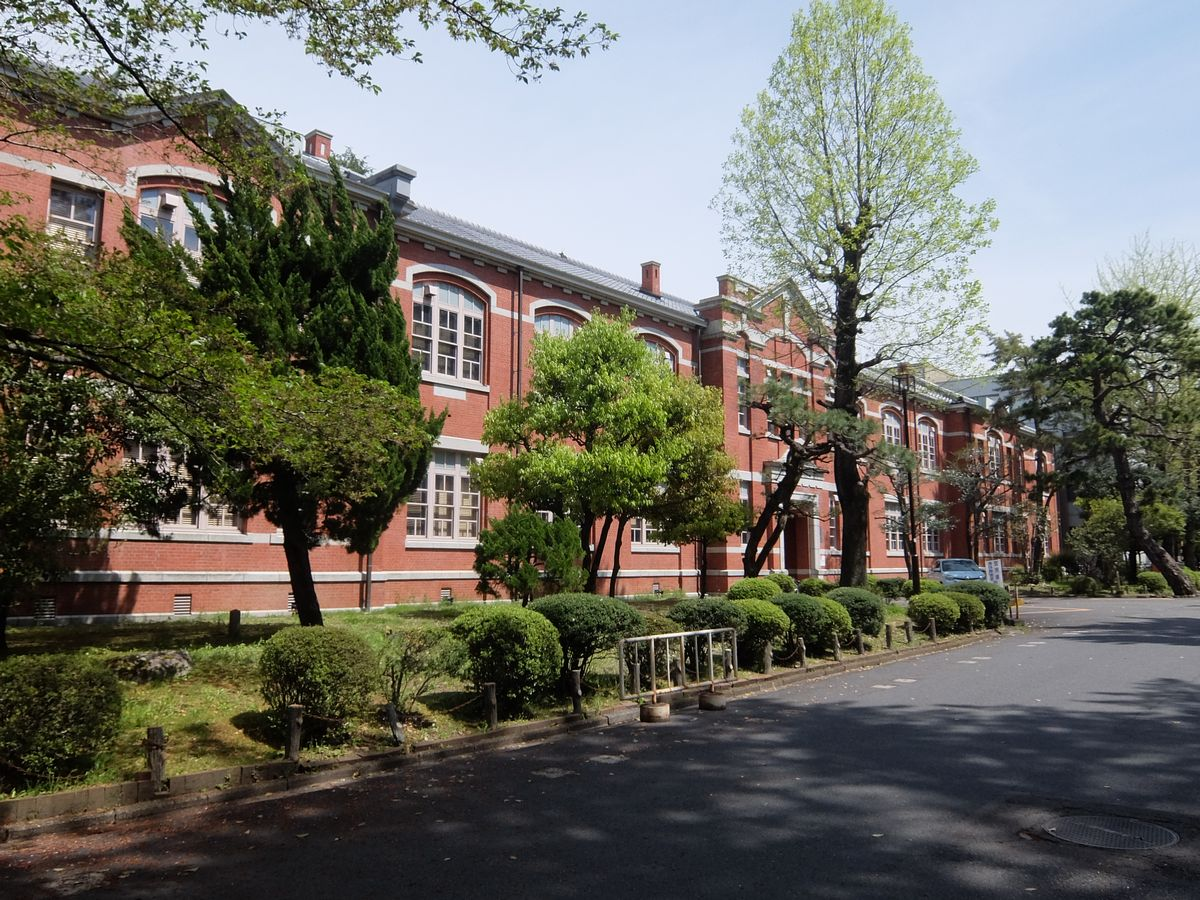
本部構内総合研究14号館（旧土木工学教室本館）

1897年（明治30年）6月に京都帝国大学が創設され、分科大学の一つとして同年9月に理工科大学が開校した。創設時の計画では1898年（明治31年）にまず法科大学から設置する予定であったが、工科志望者の急増により1年前倒しという形で、創設と同年の1897年に理工科大学が設置されることになった。創設時は土木工学と機械工学の2学科であり、翌1898年（明治31年）に電気工学、採鉱冶金学、製造化学の3学科が開設されて、現在の工学部のおおよその骨格が出来上がった。1914年（大正3年）7月に理工科大学が理科大学と工科大学に分離され、さらに1919年（大正8年）2月に分科大学制が学部制に改められ、工科大学が工学部となった。1920年（大正9年）には建築学科が設置された。創設以来、それぞれの時代の学問的・社会的要請に応えるべく改組拡充が進み、多くの学科が誕生（増設）したが、1993年（平成5年）から1996年（平成8年））までの4年計画で実施された大学院重点化に伴う工学部の改組により、現在の6学科体制となった。
一方、大学院に関しては、1953年（昭和28年）4月に新制大学院が正式に設置された（過渡期として旧制大学院はさらに5年間存続した）。大学院重点化を契機として25専攻に再編成されたが、既存の研究科の改組や新しい研究科の創設によりいくつかの専攻がそれらの創設に参画して移行するなどしたため、現在は17専攻となっている。2003年（平成15年）10月に桂キャンパスの使用が開始され、順次移転している。

### 年表
明治
- 1897年9月 - 分科大学の一つとして理工科大学が開設される。

大正
- 1914年7月 - 理工科大学が理科大学と工学大学に分離される。
- 1919年2月 - 分科大学制が学部制に改められ、工科大学が工学部になる。

昭和
- 1953年4月 - 大学院工学研究科が設置される。

平成
- 1993年04月 - 大学院重点化に伴う化学系の改組。
- 1994年04月 - 大学院重点化に伴う物理系の改組。
- 1995年04月 - 大学院重点化に伴う電気系および情報系の改組。
- 1996年04月 - 大学院重点化に伴う土木系および建築系の改組。
- 2003年10月 - 桂キャンパスの開設。

令和
- 2020年04月 - 桂図書館の開館。

## 教育と研究

### 組織

#### 工学部
大学院重点化に伴い、従来23あった学科が6つの大学科に再編された。
- 地球工学科
  - 土木工学コース
  - 資源工学コース
  - 環境工学コース
  - 国際コース
- 建築学科
- 物理工学科
  - 機械システム学コース
  - 材料科学コース
  - エネルギー応用工学コース
  - 原子核工学コース
  - 宇宙基礎工学コース
- 電気電子工学科
- 情報学科
  - 数理工学コース
  - 計算機科学コース
- 理工化学科[2]
  - 創成化学コース
  - 先端化学コース
  - 化学プロセス工学コース

#### 工学研究科
- 社会基盤工学専攻
- 都市社会工学専攻
- 都市環境工学専攻
- 建築学専攻
- 機械理工学専攻
- マイクロエンジニアリング専攻
- 航空宇宙工学専攻
- 原子核工学専攻
- 材料工学専攻
- 電気工学専攻
- 電子工学専攻
- 材料化学専攻
- 物質エネルギー化学専攻
- 分子工学専攻
- 高分子化学専攻
- 合成・生物化学専攻
- 化学工学専攻

#### 附属施設
工学研究科附属
- 光・電子理工学教育研究センター（英: Photonics and Electronics Science and Engineering Center）
- 流域圏総合環境質研究センター（英: Research Center for Environmental Quality Management）
- 量子理工学教育研究センター（英: Quantum Science and Engineering Center）
- 桂インテックセンター（英: Katsura Int'tech Center）
- 情報センター（英: Center for Information Technology）
- 環境安全衛生センター（英: Occupational Health, Safety and Environmental Management Center）
- 工学基盤教育研究センター（英: Engineering Education Research Center）
- 学術研究支援センター（英: Research Administration Center）

- 工学研究科次世代学際院（英: Interdisciplinary Research Institute for the Next Generation, iRING）[3]

### 研究
21世紀COEプログラム
- 2002年

化学、材料科学
- 「学域統合による新材料科学の研究教育拠点」（工学研究科材料化学専攻）

情報、電気、電子
- 「 電気電子基盤技術の研究教育拠点形成」（工学研究科電子物性工学専攻）

- 2003年

機械、土木、建築、その他工学
- 「動的機能機械システムの数理モデルと設計論」（工学研究科機械工学専攻）

グローバルCOEプログラム
- 2007年

化学、材料科学
- 「物質科学の新基盤構築と次世代育成国際拠点」（工学研究科高分子化学専攻）

情報、電気、電子
- 「光・電子理工学の教育研究拠点形成」（工学研究科電子工学専攻）

- 2008年

機械、土木、建築、その他工学
- 「アジア・メガシティの人間安全保障工学拠点」（工学研究科都市環境工学専攻）

## 歴代工学研究科長・工学部長
歴代理工科大学長は以下の通り。
| 氏名     | 在任時期                        | 専門分野 | 備考                                               |
| -------- | ------------------------------- | -------- | -------------------------------------------------- |
| 中沢岩太 | 1897年06月28日 - 1903年03月19日 | 応用化学 | 京都高等工芸学校（現在の京都工芸繊維大学）初代校長 |
| 久原躬弦 | 1903年03月19日 - 1912年05月14日 | 有機化学 | 京都帝国大学第4代総長                              |
| 難波正   | 1912年05月14日 - 1914年07月06日 | 電気工学 |                                                    |

歴代工科大学長・工学部長・工学研究科長は以下の通り。
| 氏名       | 在任時期                        | 専門分野               | 備考                                       |
| ---------- | ------------------------------- | ---------------------- | ------------------------------------------ |
| 大藤高彦   | 1914年07月06日 - 1916年04月08日 | 土木工学               |                                            |
| 田邉朔郎   | 1916年04月08日 - 1918年04月11日 | 土木工学               |                                            |
| 朝永正三   | 1918年04月11日 - 1920年04月17日 | 機械工学               | 朝永振一郎の伯父                           |
| 斎藤大吉   | 1920年04月17日 - 1922年04月14日 | 冶金学                 |                                            |
| 金子登     | 1922年04月14日 - 1924年04月08日 | 機械工学               |                                            |
| 大井清一   | 1924年04月08日 - 1926年04月08日 | 土木工学               |                                            |
| 松村鶴藏   | 1926年04月08日 - 1928年04月09日 | 機械工学               |                                            |
| 渡辺俊雄   | 1928年04月09日 - 1930年04月08日 | 冶金学                 |                                            |
| 松本均     | 1930年04月08日 - 1932年04月08日 | 工業化学               |                                            |
| 本野亨     | 1932年04月08日 - 1934年04月09日 | 電気工学               |                                            |
| 中澤良夫   | 1934年04月09日 - 1935年09月09日 | 応用化学               | 京都工芸繊維大学初代学長で中沢岩太の長男   |
| 浜部源次郎 | 1935年09月09日 - 1937年09月09日 | 機械工学               |                                            |
| 平野正雄   | 1937年09月09日 - 1939年09月09日 | 土木工学               |                                            |
| 喜多源逸   | 1939年09月09日 - 1941年09月09日 | 工業化学               |                                            |
| 鳥養利三郎 | 1941年09月09日 - 1943年09月09日 | 電気工学               | 京都帝国大学・京都大学第13代総長           |
| 菊川清作   | 1943年09月09日 - 1945年03月31日 | 機械工学               |                                            |
| 西原利夫   | 1945年03月31日 - 1947年03月31日 | 精密工学               |                                            |
| 西村秀雄   | 1947年03月31日 - 1949年03月31日 | 冶金学                 |                                            |
| 澤村宏     | 1949年03月31日 - 1951年03月31日 | 金属工学・冶金学       |                                            |
| 亀井三郎   | 1951年03月31日 - 1953年03月31日 | 化学工学               |                                            |
| 岡田辰三   | 1953年03月31日 - 1955年04月01日 | 工業化学               |                                            |
| 兒玉信次郎 | 1955年04月01日 - 1957年03月31日 | 工業化学               |                                            |
| 堀尾正雄   | 1957年04月01日 - 1959年03月31日 | 高分子化学             |                                            |
| 石原藤次郎 | 1959年04月01日 - 1961年3月31日  | 土木工学               |                                            |
| 藤野清久   | 1961年04月01日 - 1963年03月31日 | 高分子化学             |                                            |
| 藤本武助   | 1963年04月01日 - 1965年03月31日 | 流体工学               |                                            |
| 桜田一郎   | 1965年04月01日 - 1967年03月31日 | 高分子化学             |                                            |
| 前田敏男   | 1967年04月01日 - 1969年03月31日 | 建築環境工学           | 京都大学第18代総長                         |
| 高村仁一   | 1969年04月01日 - 1971年03月31日 | 材料工学               |                                            |
| 福井謙一   | 1971年04月01日 - 1973年03月31日 | 化学工学               | ノーベル化学賞を受賞                       |
| 近藤文治   | 1973年04月01日 - 1975年03月31日 | 工業化学               |                                            |
| 桐榮良三   | 1975年04月01日 - 1977年03月31日 | 乾燥工学・化学工学     |                                            |
| 西原宏     | 1977年04月01日 - 1979年03月31日 | 原子炉物理学           |                                            |
| 西島安則   | 1979年04月01日 - 1981年03月31日 | 高分子化学             | 京都大学第21代総長、元京都市立芸術大学学長 |
| 佐藤俊     | 1981年04月01日 - 1983年03月31日 | 機械工学・流体力学     |                                            |
| 近藤良夫   | 1983年04月01日 - 1985年03月31日 | 金属工学               |                                            |
| 赤井浩一   | 1985年04月01日 - 1987年03月31日 | 土木工学               |                                            |
| 神野博     | 1987年04月01日 - 1989年03月31日 | 応用化学               |                                            |
| 得丸英勝   | 1989年04月01日 - 1991年03月31日 | 数理工学               |                                            |
| 中川博次   | 1991年04月01日 - 1993年03月31日 | 土木工学               |                                            |
| 西川禕一   | 1993年04月01日 - 1995年03月31日 | 情報学・電気電子工学   |                                            |
| 曽我直弘   | 1995年04月01日 - 1997年03月31日 | 材料化学               |                                            |
| 長尾真     | 1997年04月01日 - 1997年12月15日 | 情報工学               | 京都大学第23代総長、元国立国会図書館長     |
| 土岐憲三   | 1997年12月16日 - 1999年12月15日 | 防災学・土木工学       |                                            |
| 荻野文丸   | 1999年12月16日 - 2001年12月15日 | 流体工学・伝熱工学     |                                            |
| 辻文三     | 2001年12月16日 - 2003年12月15日 | 建築学                 | 元京都大学副学長                           |
| 荒木光彦   | 2003年12月16日 - 2006年03月31日 | 制御工学               | 元京都大学副学長                           |
| 西本清一   | 2006年04月01日 - 2008年03月31日 | 高分子化学             | 元京都大学副学長                           |
| 大嶌幸一郎 | 2008年04月01日 - 2010年03月31日 | 有機化学               | 元京都大学副学長                           |
| 小森悟     | 2010年04月01日 - 2012年03月31日 | 流体工学・熱工学       |                                            |
| 北野正雄   | 2012年04月01日 - 2014年03月31日 | 量子光学・電子工学     | 京都大学理事・副学長                       |
| 伊藤紳三郎 | 2014年04月01日 - 2016年03月31日 | 高分子化学             |                                            |
| 北村隆行   | 2016年04月01日 - 2018年03月31日 | 機械材料・材料力学     |                                            |
| 大嶋正裕   | 2018年04月01日 - 2021年03月31日 | 化学工学               |                                            |
| 椹木哲夫   | 2021年04月01日 - 2023年03月31日 | 機械工学・システム工学 |                                            |
| 立川康人   | 2023年04月01日 - 現職           | 社会基盤工学・水工学   |                                            |

## 同窓会
工学部・工学研究科の同窓会には、下記の組織・団体がある。
- 京都大学工学系同窓会連絡会
  - 京都大学土木会（京土会）
  - 京機会（京都大学機械系同窓会）
  - 洛友会（工学部電気系教室同窓会）
  - 水曜会
  - 京大建築会（建築系教室同窓会）
  - 工化会（化学系学科同窓会）
  - 洛窓会（化学工学専攻・旧化学工学科等同窓会）
  - 合成化学科・合成生物化学専攻同窓会
  - 洛朋会（燃化・石化・物質同窓会）
  - 無機材料系研究室同窓会
  - 京都大学航空宇宙応物同窓会
  - けしの実会（原子核工学教室同窓会）
  - 京都大学数理会（情報学科数理工学コース同窓会）
  - 情洛会（情報学科計算機科学コース同窓会）

## 著名な出身者

### ノーベル賞受賞者
- 福井謙一（1941年工業化学科卒業、1948年博士） - 1981年化学賞

- 野依良治（1961年工業化学科卒業、1963年修士、1967年博士） - 2001年化学賞

- 吉野彰（1970年石油化学科卒業、1972年修士） - 2019年化学賞